# Mariano Tirado y Rojas
Mariano Tirado y Rojas (Madrid, 1844-Madrid, 1923) fue un militar, masón y periodista español. 

## Biografía
Nació el 9 de octubre de 1844 en Madrid. Militar de carrera, a fines de 1873 o principios de 1874 ingresó en la logia masónica Alianza 5.ª de Santander. Fue destinado a Cuba y perteneció también a la masonería de la isla. Redactó allí un documento atacando a las logias de la península por los engaños y fraudes con los que supuestamente sacaban dinero de las logias cubanas. Por este documento, en el que protestaba además contra el filibusterismo de las logias cubanas —que, según Tirado, colaboraban con los «enemigos de España»— fue expulsado de la masonería cubana en 1879 y amenazado de muerte. Abandonó entonces el Ejército y se trasladó a Madrid. Según manifestaría el propio Tirado, perdió su carrera militar después de haberle sacado la masonería todo su dinero.
De acuerdo con el masón Nicolás Díaz y Pérez, Mariano Tirado y Rojas, carente de ingresos, se regularizaría después en la logia Acacia de los valles de Madrid y fue caballero Kadosch, masón de grado 30 y oficial primero de la Gran Secretaría del Gran Oriente de España, con un sueldo de 6000 reales. No obstante, el propio Mariano Tirado negaría esta imputación, desmintiendo haber sido secretario ni pertenecido jamás a la logia Acacia, así como el haber entrado en la masonería por iniciación. Según Tirado, el gobierno, que prometió devolverle su carrera, le mantuvo un destino de 8000 reales.
Alrededor del año 1882 se convertiría al catolicismo y comenzaría a escribir contra la masonería. En 1885 figuraba como redactor del diario carlista e integrista El Siglo Futuro. En carta al diario católico La Unión, rival de El Siglo Futuro, fue acusado por Díaz y Pérez de seguir siendo masón, así como de haber sustraído documentos de las logias y desvelado secretos faltando a su juramento, entregando al periodista tradicionalista Alejandrino Menéndez de Luarca documentos sensibles que en 1883 habrían sido recogidos en su obra La masonería por dentro, todo lo cual fue negado por Tirado.
Mariano Tirado y Rojas publicó obras antimasónicas, entre las que se destacó La masonería en España (1892). En 1899 dejó la redacción de El Siglo Futuro y fue fundador y director de la Revista Antimasónica. Tras fundar Juan Manuel Ortí y Lara el periódico El Universo, en 1901 pasó a este diario como redactor jefe. Falleció el 8 de julio de 1923 en Madrid.

## Obras
- La masonería en España, ensayo histórico. Tomo I (1892)
- La masonería en España, ensayo histórico. Tomo II (1893)
- Las tras-logias: continuación de «La masonería en España» (1895)
- León XIII y España (1903)